# Erica (ort i Australien)
Erica är en ort i Australien. Den ligger i kommunen Baw Baw och delstaten Victoria, omkring 120 kilometer öster om delstatshuvudstaden Melbourne. Antalet invånare är 247.
Runt Erica är det mycket glesbefolkat, med 4 invånare per kvadratkilometer.. Det finns inga andra samhällen i närheten. 
I omgivningarna runt Erica växer i huvudsak städsegrön lövskog. Genomsnittlig årsnederbörd är 1 343 millimeter. Den regnigaste månaden är juni, med i genomsnitt 189 mm nederbörd, och den torraste är januari, med 59 mm nederbörd.